# Bombus haemorrhoidalis
Bombus haemorrhoidalis (saknar svenskt namn) är en insekt i överfamiljen bin (Apoidea) och släktet humlor (Bombus). Den lever i Central- och Sydasien.

## Beskrivning
Huvud och mellankropp är svarta; vissa individer har dock gråaktig päls på mellankroppens sidor. De två främsta tergiterna är vanligen blekgula (drottningen har dock vanligen rent vit päls på de två första tergiterna i stället för blekgul) och resten av bakkroppen är röd. Vissa individer kan dock ha tredje och även fjärde tergiterna svarthåriga.  Arten är ett tämligen stort bi; drottningen har en kroppslängd på mellan 26 till 27 mm, arbetarna på omkring 20 mm, och drönarna (hanarna) på 18 till 19 mm.

## Ekologi
Bombus haemorrhoidalis är en bergsart, men går inte speciellt högt upp; den förefaller vanligast på höjder under 2 000 m.
Arten är polylektisk, den besöker blommande växter från många olika familjer, som balsaminväxter, katalpaväxter, vindeväxter, gurkväxter, kransblommiga växter, ärtväxter, potatisväxter, verbenaväxter, malvaväxter och akantusväxter..

## Utbredning
Arten finns i Himalaya och Sydostasien (Laos, Thailand och Vietnam). Den har även iakttagits i Zhejiang i östra Kina.

## Kommersiell användning
Det är sedan 1980-talet vanligt att humlor odlas kommersiellt för att användas vid pollinering, inte minst av växthusodlade frukter. Den typen av verksamhet medför emellertid problem när de odlade humlorna importeras till områden där de inte finns naturligt: Humlorna kan exempelvis föra med sig sjukdomar som de lokala humlorna inte har någon immunitet mot, och de kan rymma och etablera sig lokalt, och fungerar då som invasiva arter som konkurrerar om födan med de inhemska humlorna. För att undvika sådana problem har det gjorts försök i Pakistan, där Bombus haemorrhoidalis är vanlig, med att använda denna humla som pollinatör av växthusodlade tomater. Enligt de forskare som utförde försöket var detta framgångsrikt, de odlade Bombus haemorrhoidalis var lika framgångsrika som mörk jordhumla, en vanlig, kommersiell pollinerare.